# Phascolestes
Phascolestes és un gènere extint de mamífers driolèstides de la família dels driolèstids que visqueren en allò que avui en dia són les illes Britàniques durant el Cretaci inferior, fa entre 139,1 i 141 milions d'anys. Se n'han trobat restes fòssils a la formació de Lulworth (Regne Unit).